# Palomero (Cáceres)
Palomero ist ein westspanischer Ort und eine Gemeinde (municipio) mit 445 Einwohnern (Stand: 2024) in der Provinz Cáceres im Norden der autonomen Region Extremadura. 

## Lage und Klima
Palomero liegt in einem Teil des Iberischen Gebirges, in einer Höhe von ca. 455 m. Die Entfernung nach Cáceres beträgt etwa 90 km (Fahrtstrecke) in südsüdwestlicher Richtung. Das Klima ist gemäßigt; Regen (803 mm/Jahr) fällt hauptsächlich im Winterhalbjahr.

## Bevölkerungsentwicklung
| Jahr      | 1970 | 1981 | 1991 | 2001 | 2011 | 2021 |
| Einwohner | 696  | 622  | 609  | 573  | 435  | 405  |

## Sehenswürdigkeiten

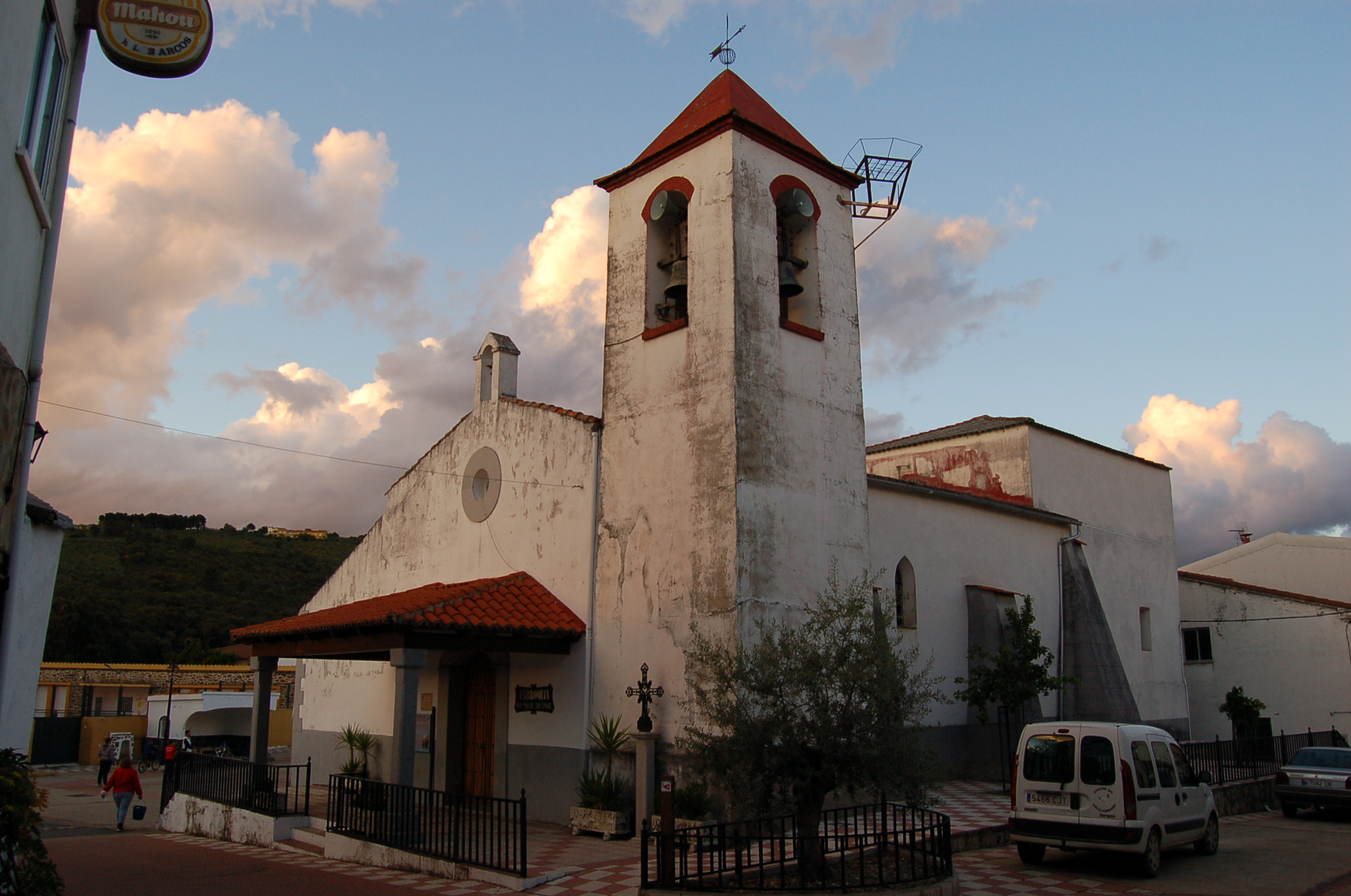
Michaeliskirche
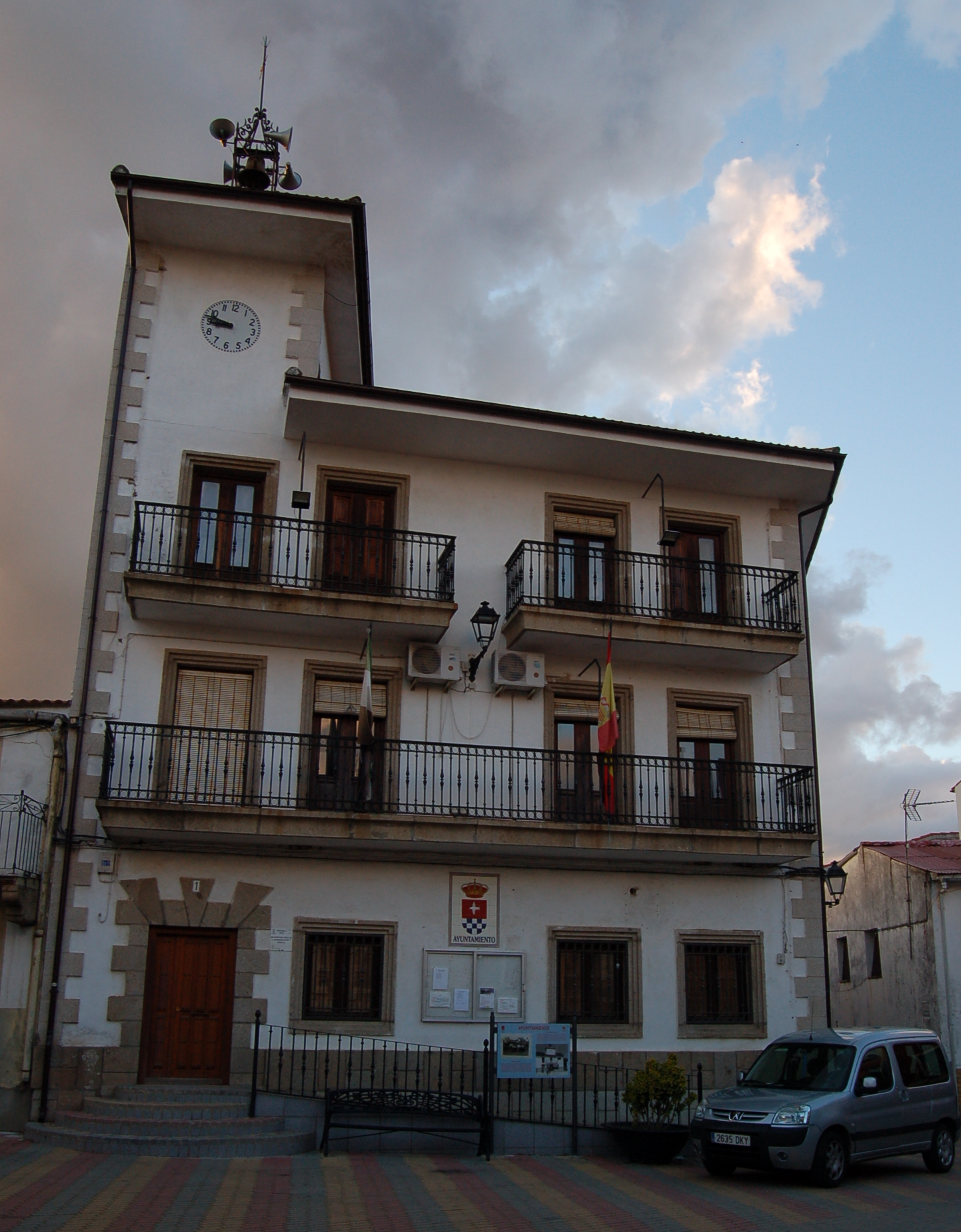
Rathaus

- Michaeliskirche
- Rathaus